# 트레비소 FBC 1993
트레비소 아카데미 소치에타 스포르티바 딜레탄티스티카(이탈리아어: Treviso Academy Società Sportiva Dilettantistica)는 1909년에 창단된 이탈리아의 축구 클럽으로, 트레비소를 연고지로 한다. 팀을 상징하는 색은 하늘색과 하얀색이다.
현재는 이탈리아 축구 리그 시스템에서 6부 리그에 해당하는 프로모치오네 베네토 지역 리그에 참가중이다.
1946-47 시즌에서 처음으로 세리에 B에 참가하기도 했지만 시간이 지나면서 팀은 점차 침체되었고 한때 아마추어 리그에 참가한 시절도 있었다. 2002-03 시즌부터 팀의 전력이 상승하기 시작했고 세리에 C1과 세리에 B로 각각 승격된다. 2004-05 세리에 B 시즌에서 5위를 차지해 플레이오프에 진출했지만 준결승전에서 페루자에 패하고 만다. 하지만 제노아(승부 조작 혐의로 인한 징계 조치)와 페루자(재정난으로 인한 강등 조치)가 세리에 C1으로 강등되었고 토리노가 재정난을 이유로 승격을 포기하면서 사상 처음으로 세리에 A 승격에 성공한다.
2005-06 시즌에서 세리에 B로 강등되었고 2008-09 세리에 B 시즌이 끝난 직후 구단이 재정난이 겪으면서 해체된다. 2009-10 시즌부터 팀명을 트레비소 FBC 1993(Treviso F.B.C. 1993)에서 ASD 트레비소 2009(A.S.D. Treviso 2009)로 변경, 재창단하였고 이후 2014년, 2019년 구단이 매각되며 각각 재창단되었다.

## 성적
- 수페르코파 디 레가 세리에 C 1그룹 우승 (2002–03)
- 세리에 C 1그룹 A조 우승 (1996–97, 2002–03)

## 선수 명단

### 현역
참고: FIFA 자격 규정에 따라 소속된 국가대표팀 국기를 표시합니다. 선수는 복수의 FIFA 비회원국 국적을 가지고 있을 수 있습니다.
| 번호 | 포지션 | 국적 | 이름 |
| ---- | ------ | ---- | ---- |

| 번호 | 포지션 | 국적 | 이름 |
| ---- | ------ | ---- | ---- |

## 역대 감독
| 감독                | 임기        |
| ------------------- | ----------- |
| 에도아르도 레야     | 1984 ~ 1985 |
| 프란체스코 구이돌린 | 1989 ~ 1990 |
| 마르코 잠파올로     | 2002 ~ 2004 |
| 아벨 발보           | 2009        |